# Les Capuchons noirs
Pour plus de détails, voir Fiche technique et Distribution.
Les Capuchons noirs est un film muet français réalisé par Louis Feuillade et sorti en 1911.

## Fiche technique
- Réalisation et scénario : Louis Feuillade
- Photographie : Albert Sorgius
- Société de production : Société des Établissements L. Gaumont
- Société de distribution : Comptoir Ciné-Location
- Pays de production :  France
- Langue originale : français
- Format : Muet - Noir et blanc
- Durée : inconnue
- Date de sortie :
  - France : juillet 1911

## Distribution
- Maurice Vinot
- Edmond Bréon
- Luitz-Morat
- Renée Carl